# Thumeréville
Thumeréville ist eine französische Gemeinde mit 97 Einwohnern (Stand 1. Januar 2022) im Département Meurthe-et-Moselle in der Region Grand Est (vor 2016 Lothringen). Die Gemeinde gehört zum Arrondissement Val-de-Briey und ist Mitglied im Gemeindeverband Communauté de communes Orne Lorraine Confluences. Die Einwohner werden Thumerévillois und Thumerévilloises genannt.

## Geographie
Thumeréville liegt etwa 10 Kilometer westsüdwestlich von Val de Briey und etwa 28 Kilometer westnordwestlich von Metz. Umgeben wird Thumeréville von den Nachbargemeinden Mouaville im Westen und Norden, Fléville-Lixières im Norden und Nordosten, Ozerailles im Nordosten, Abbéville-lès-Conflans im Osten, Boncourt im Südosten und Süden, Jeandelize im Süden sowie Olley im Südwesten.

## Bevölkerungsentwicklung

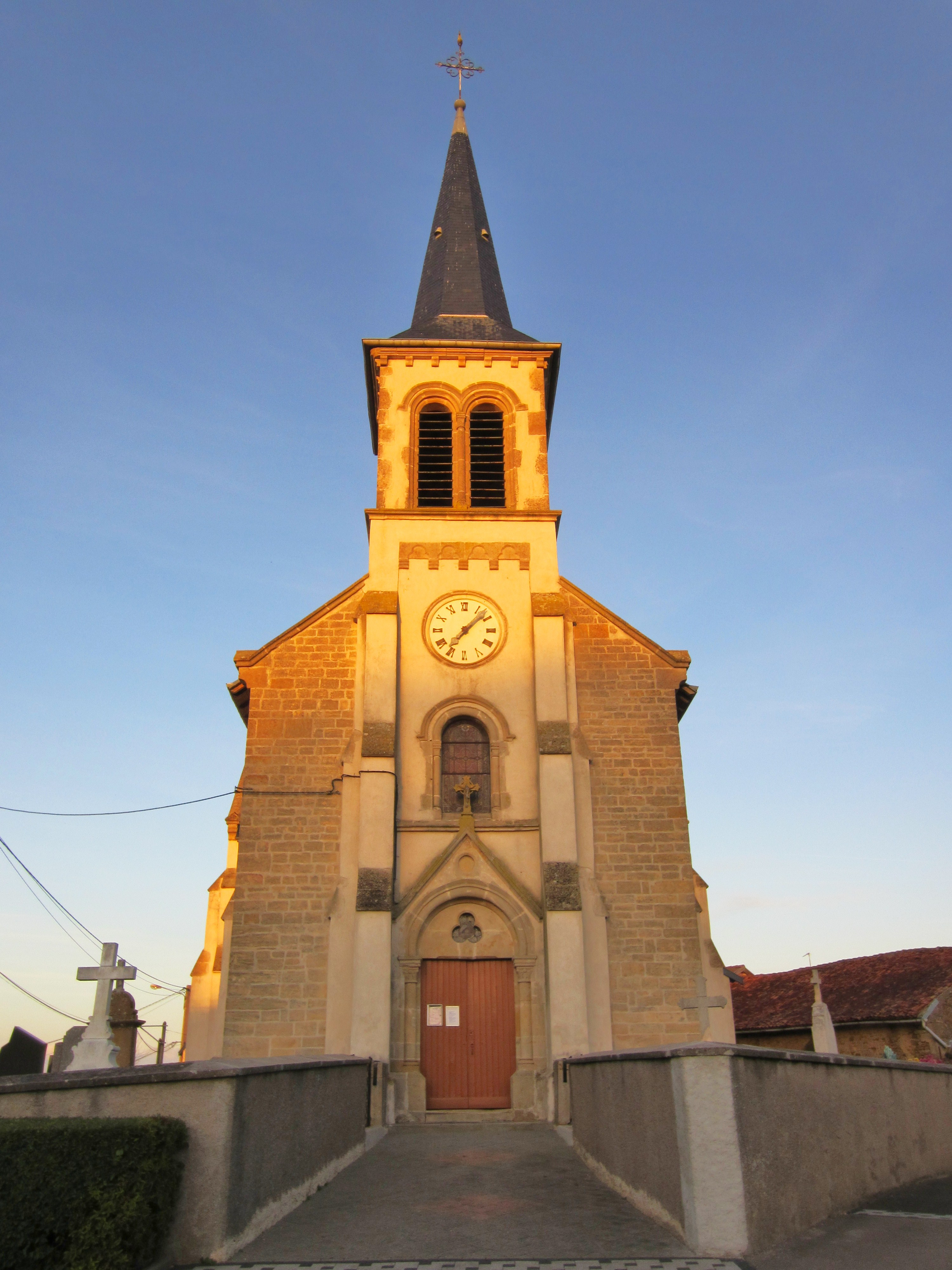
Pfarrkirche Notre-Dame-de-l’Assomption

| Jahr                       | 1962 | 1968 | 1975 | 1982 | 1990 | 1999 | 2006 | 2019 |
| -------------------------- | ---- | ---- | ---- | ---- | ---- | ---- | ---- | ---- |
| Einwohner                  | 124  | 111  | 103  | 96   | 89   | 86   | 100  | 84   |
| Quellen: Cassini und INSEE |      |      |      |      |      |      |      |      |

## Sehenswürdigkeiten
- Pfarrkirche Notre-Dame-de-l’Assomption, 1877 wieder errichtet
- Reste des Schlosses Ficquelmont aus dem 14. Jahrhundert, 1877 weitgehend zerstört